# Shake Milton
Malik Benjamin Milton, detto Shake (Owasso, 26 settembre 1996), è un cestista statunitense.

## Carriera
È stato selezionato dai Dallas Mavericks al secondo giro del Draft NBA 2018 (54ª scelta assoluta).

## Statistiche

### NCAA
| Anno      | Squadra      | PG | PT | MP   | TC%  | 3P%  | TL%  | RP  | AP  | PRP | SP  | PP   |
| --------- | ------------ | -- | -- | ---- | ---- | ---- | ---- | --- | --- | --- | --- | ---- |
| 2015-2016 | SMU Mustangs | 30 | 23 | 32,7 | 47,7 | 42,6 | 72,5 | 3,0 | 2,7 | 0,8 | 0,3 | 10,5 |
| 2016-2017 | SMU Mustangs | 35 | 35 | 35,4 | 43,7 | 42,3 | 75,8 | 4,1 | 4,5 | 1,3 | 0,3 | 13,0 |
| 2017-2018 | SMU Mustangs | 22 | 22 | 36,4 | 44,9 | 43,4 | 84,7 | 4,7 | 4,4 | 1,4 | 0,6 | 18,0 |
| Carriera  | Carriera     | 87 | 80 | 34,7 | 45,2 | 42,7 | 79,1 | 3,9 | 3,9 | 1,1 | 0,4 | 13,4 |

#### Massimi in carriera
- Massimo di punti: 33 vs Wichita State (17 gennaio 2018)[1]
- Massimo di rimbalzi: 9 vs Tulane (15 gennaio 2017)
- Massimo di assist: 10 vs Tulsa (2 marzo 2017)
- Massimo di palle rubate: 4 (3 volte)
- Massimo di stoppate: 3 vs Western Kentucky (24 novembre 2017)
- Massimo di minuti giocati: 40 (10 volte)

### NBA

#### Regular Season
| Anno      | Squadra            | PG  | PT | MP   | TC%  | 3P%  | TL%  | RP  | AP  | PRP | SP  | PP   |
| --------- | ------------------ | --- | -- | ---- | ---- | ---- | ---- | --- | --- | --- | --- | ---- |
| 2018-2019 | Philadelphia 76ers | 20  | 0  | 13,4 | 39,1 | 31,8 | 71,4 | 1,8 | 0,9 | 0,4 | 0,4 | 4,4  |
| 2019-2020 | Philadelphia 76ers | 40  | 24 | 20,1 | 48,4 | 43,0 | 78,5 | 2,2 | 2,6 | 0,5 | 0,2 | 9,4  |
| 2020-2021 | Philadelphia 76ers | 63  | 4  | 23,2 | 45,0 | 35,0 | 83,0 | 2,3 | 3,1 | 0,6 | 0,3 | 13,0 |
| 2021-2022 | Philadelphia 76ers | 55  | 6  | 21,4 | 42,9 | 32,3 | 83,6 | 2,6 | 2,5 | 0,5 | 0,3 | 8,2  |
| 2022-2023 | Philadelphia 76ers | 76  | 11 | 20,6 | 47,9 | 37,8 | 85,3 | 2,5 | 3,2 | 0,3 | 0,2 | 8,4  |
| 2023-2024 | Minnesota T'wolves | 38  | 0  | 12,9 | 40,0 | 26,4 | 81,8 | 1,3 | 1,3 | 0,4 | 0,1 | 4,7  |
| 2023-2024 | Detroit Pistons    | 4   | 0  | 15,8 | 42,3 | 33,3 | 66,7 | 4,5 | 1,5 | 0,5 | 0,3 | 6,8  |
| 2023-2024 | N.Y. Knicks        | 6   | 0  | 4,5  | 44,4 | 50,0 | 100  | 1,0 | 0,7 | 0,2 | 0,0 | 1,8  |
| 2024-2025 | Brooklyn Nets      | 27  | 1  | 18,2 | 46,5 | 38,9 | 75,8 | 1,9 | 2,4 | 0,6 | 0,0 | 7,4  |
| 2024-2025 | L.A. Lakers        | 30  | 1  | 11,5 | 43,3 | 29,4 | 84,6 | 1,8 | 1,3 | 0,3 | 0,1 | 3,9  |
| Carriera  | Carriera           | 359 | 47 | 18,7 | 45,1 | 35,8 | 82,4 | 2,2 | 2,4 | 0,5 | 0,2 | 8,1  |

#### Play-off
| Anno     | Squadra            | PG | PT | MP   | TC%  | 3P%  | TL%  | RP  | AP  | PRP | SP  | PP   |
| -------- | ------------------ | -- | -- | ---- | ---- | ---- | ---- | --- | --- | --- | --- | ---- |
| 2020     | Philadelphia 76ers | 4  | 4  | 31,5 | 47,7 | 40,0 | 85,7 | 3,3 | 2,8 | 0,5 | 0,0 | 14,5 |
| 2021     | Philadelphia 76ers | 12 | 0  | 10,1 | 31,9 | 42,1 | 93,3 | 0,8 | 0,8 | 0,3 | 0,1 | 4,3  |
| 2022     | Philadelphia 76ers | 12 | 0  | 13,2 | 47,4 | 53,3 | 80,0 | 1,6 | 0,9 | 0,5 | 0,3 | 5,0  |
| 2023     | Philadelphia 76ers | 6  | 0  | 3,5  | 60,0 | 0,0  | 100  | 0,5 | 0,3 | 0,3 | 0,0 | 1,3  |
| 2024     | N.Y. Knicks        | 4  | 0  | 5,5  | 0,0  | 0,0  | 83,3 | 0,3 | 0,5 | 0,3 | 0,0 | 1,3  |
| 2025     | L.A. Lakers        | 2  | 0  | 2,0  | 0,0  | -    | -    | 0,0 | 0,0 | 0,0 | 0,0 | 0,0  |
| Carriera | Carriera           | 40 | 4  | 11,3 | 40,4 | 41,9 | 86,0 | 1,1 | 0,9 | 0,4 | 0,1 | 4,6  |

#### Massimi in carriera
- Massimo di punti: 39 vs Los Angeles Clippers (1º marzo 2020)[2]
- Massimo di rimbalzi: 9 (3 volte)
- Massimo di assist: 16 vs Atlanta Hawks (7 aprile 2023)
- Massimo di palle rubate: 4 vs Los Angeles Lakers (3 marzo 2020)
- Massimo di stoppate: 3 vs Chicago Bulls (10 aprile 2019)
- Massimo di minuti giocati: 43 vs Atlanta Hawks (7 aprile 2023)

### NBA G-League
| Anno      | Squadra         | PG | PT | MP   | TC%  | 3P%  | TL%  | RP  | AP  | PRP | SP  | PP   |
| --------- | --------------- | -- | -- | ---- | ---- | ---- | ---- | --- | --- | --- | --- | ---- |
| 2018-2019 | Del. Blue Coats | 27 | 27 | 34,7 | 48,4 | 36,9 | 81,0 | 4,9 | 4,9 | 1,1 | 0,5 | 24,9 |
| 2019-2020 | Del. Blue Coats | 6  | 0  | 24,5 | 46,3 | 45,5 | 77,8 | 5,0 | 3,3 | 0,7 | 0,0 | 21,0 |
| Carriera  | Carriera        | 33 | 27 | 32,8 | 48,2 | 38,4 | 80,5 | 4,9 | 4,6 | 1,1 | 0,4 | 24,2 |